# Lijst van Eurocommissarissen voor Fiscale Zaken
De functie van Europees commissaris voor Fiscale Zaken is sinds het aantreden van de commissie-Ortoli (januari 1973) een functie binnen de Europese Commissie. In de Commissie-Von der Leyen valt het directoraat-generaal Belastingen en douane-unie onder de verantwoordelijkheid van de Commissaris voor Economie.

## Commissarissen
|  | Naam                   | Lidstaat            | Nationale partij   | Periode   | Commissies           |
|  | ---------------------- | ------------------- | ------------------ | --------- | -------------------- |
|  | Henri François Simonet | België              | PS                 | 1973-1977 | Ortoli               |
|  | Richard Burke          | Ierland             | Fine Gael          | 1977-1981 | Jenkins              |
|  | Christopher Tugendhat  | Verenigd Koninkrijk | Conservative Party | 1981-1985 | Thorn                |
|  | Arthur Cockfield       | Verenigd Koninkrijk | Conservative Party | 1985-1989 | Delors I             |
|  | Christiane Scrivener   | Frankrijk           | PR                 | 1989-1995 | Delors II Delors III |
|  | Mario Monti            | Italië              | Onafhankelijk      | 1995-1999 | Santer               |
|  | Frits Bolkestein       | Nederland           | VVD                | 1999-2004 | Prodi                |
|  | László Kovács          | Hongarije           | MSzP               | 2004-2010 | Barroso I            |
|  | Algirdas Šemeta        | Litouwen            | TS - LKD           | 2010-2014 | Barroso II           |
|  | Pierre Moscovici       | Frankrijk           | PS                 | 2014-     | Juncker              |